# Rusztaveli Színház
Sota Rusztaveli Akadémiai Színház  a közbeszédben: Rusztaveli Színház; Sota Rusztaveli Színház (grúzul: შოთა რუსთაველის სახელობის აკადემიური თეატრი). 
A díszes rokokó stílusú belső térrel rendelkező neobarokk épületben található színházat 1887-ben alapították, és 1921 óta Grúzia nemzeti költője, Rusztaveli nevét viseli.

## Története
A színházat 1878-ban alapították Művész Társaság (grúzul: საარტისტო საზოგადოება) néven. 1921 óta viseli Sota Rusztaveli, a középkori grúz költő nevét. A Művész Társaság felkérésére több neves művész kapott megbízást az alagsor falaira és mennyezetére freskók festésére. A művészek között szerepelt a kiemelkedő grúz festők, Lado Gudiasvili és David Kakabadze, valamint Serge Sudeikin színházi díszlettervező, aki a Ballets Russes és a Metropolitan Opera számára ismert munkáiról ismert. Két másik fontos grúz festő, Mose és Iracly Toidze is csatlakozott a projekthez. Az egykor a Rusztaveli Színház alsó szintjét díszítő remekműveket a szovjet uralom idején lemeszelték, és a freskók csak kis részét restaurálták.
Később megkapta az Akadémiai Színház kitüntető címet. 1921-ben Rusztaveli Színháznak nevezték el.
A színház igazgatói Kote Marjanisvili (1922–1926), Sandro Akmeteli (1926–1935), Mikheil Tumanisvili (1968–1969), Temur Chkheidze (1969–1979) és Robert Sturua (1979–) voltak. Az épület, amelyben a Rusztaveli Színház található, 1898 és 1901 között épült Szimkiewicz építész tervei alapján.
A Rusztaveli sugárúton található, Tbiliszi központjában. A háború utáni legnehezebb évben, 1919-ben a ház alagsorában található kávézó a Blaue Hörner művész- és írókörhöz kötődő szimbolisták találkozási pontja lett. a kávéháznak a Chimerioni nevet adták. Műveiket a kávézó falain örökítették meg.

## Létesítményei
A színházban három színpad található. A nagyszínpad körülbelül 800 férőhelyes, a kisszínpad (283 ülőhely) és a Black Box Színház (182 ülőhely), mely a kísérleti előadások számára nyújt lehetőséget. A színház konferenciák és rendezvények lebonyolítására is alkalmas, és egy nagy bálteremnek, egy kis bálteremnek és egy kis előcsarnoknak ad otthont.

## Képgaléria

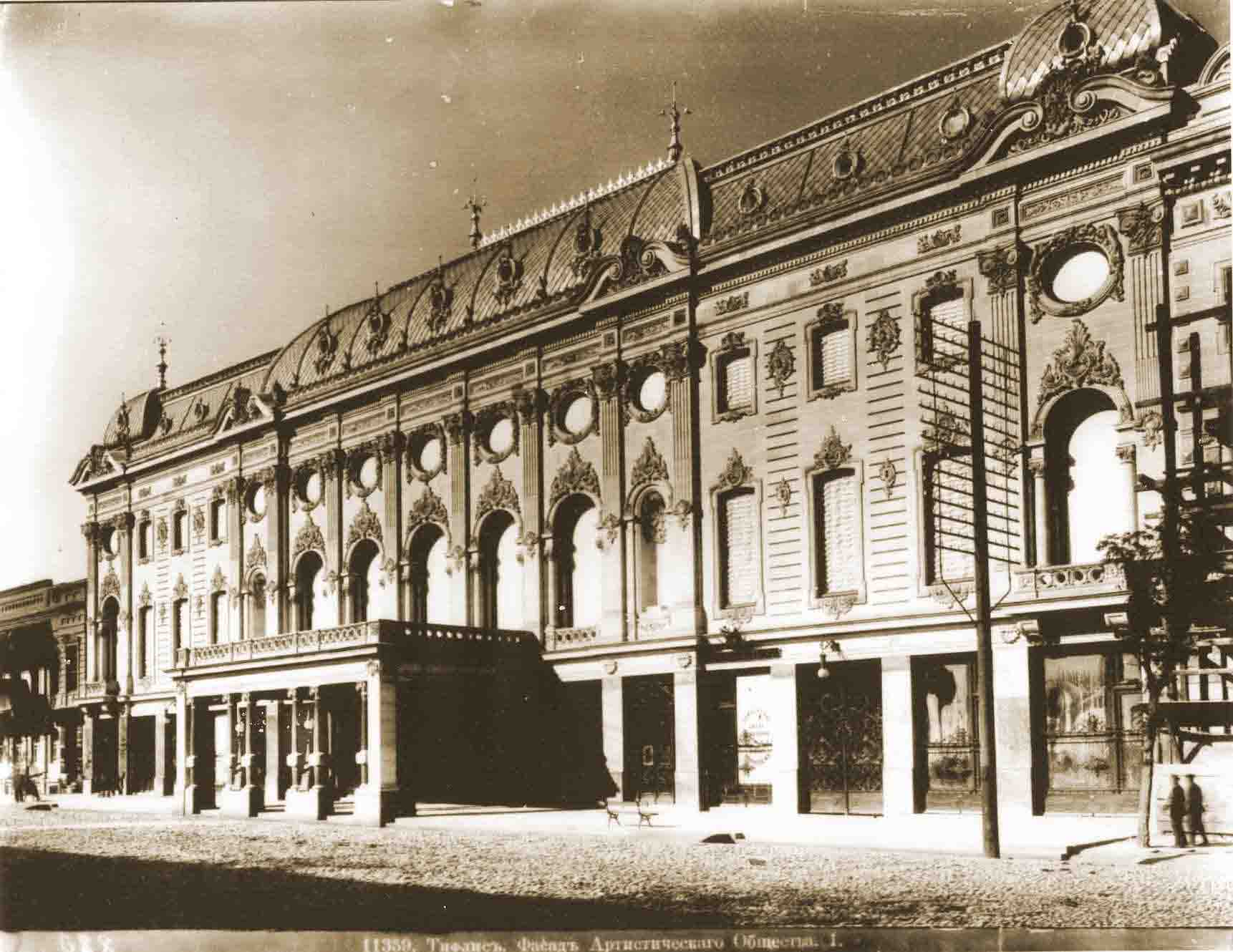
Egy régi fotó a Rusztaveli Színházról
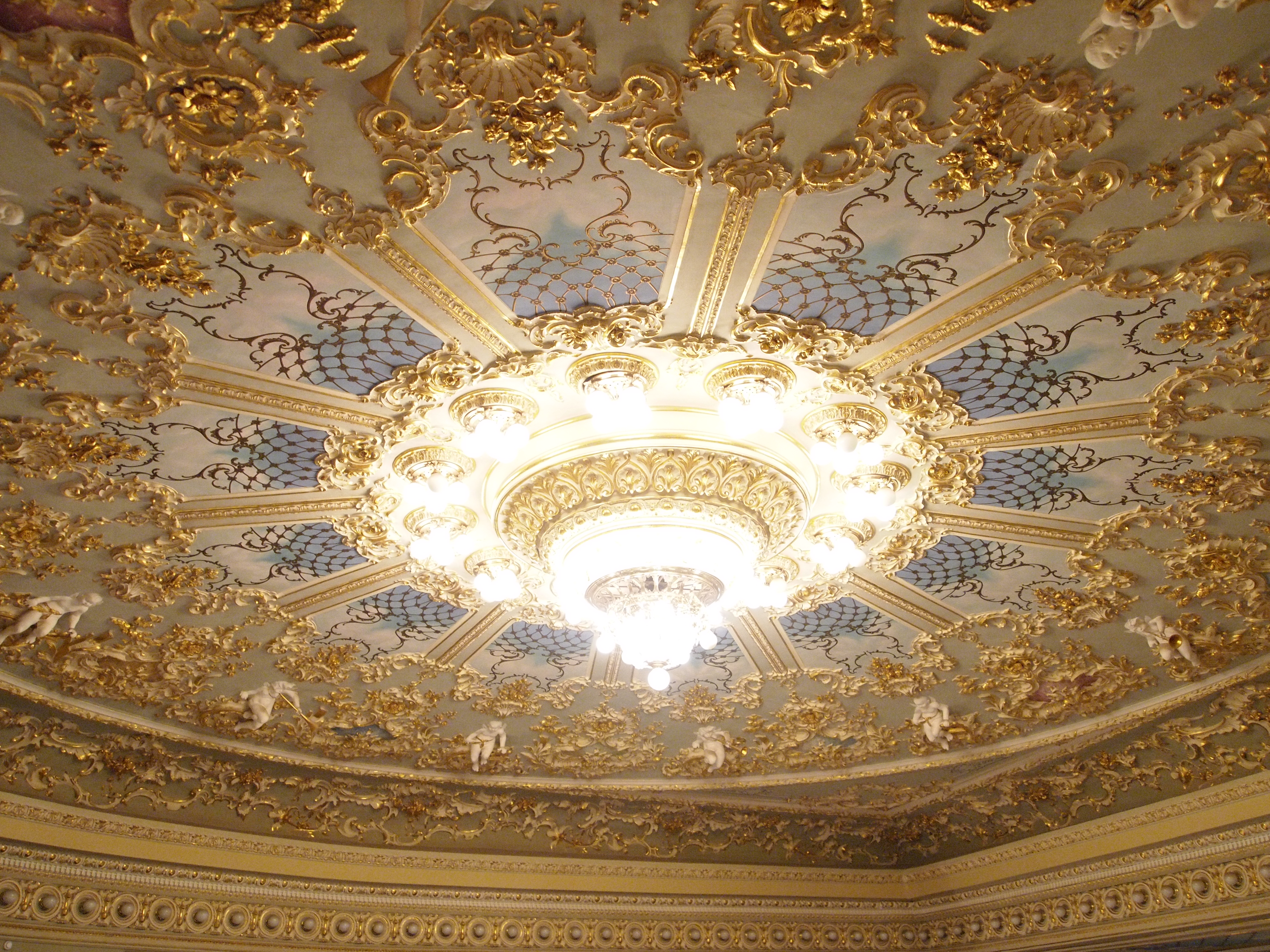
Rokokó stílusú mennyezet
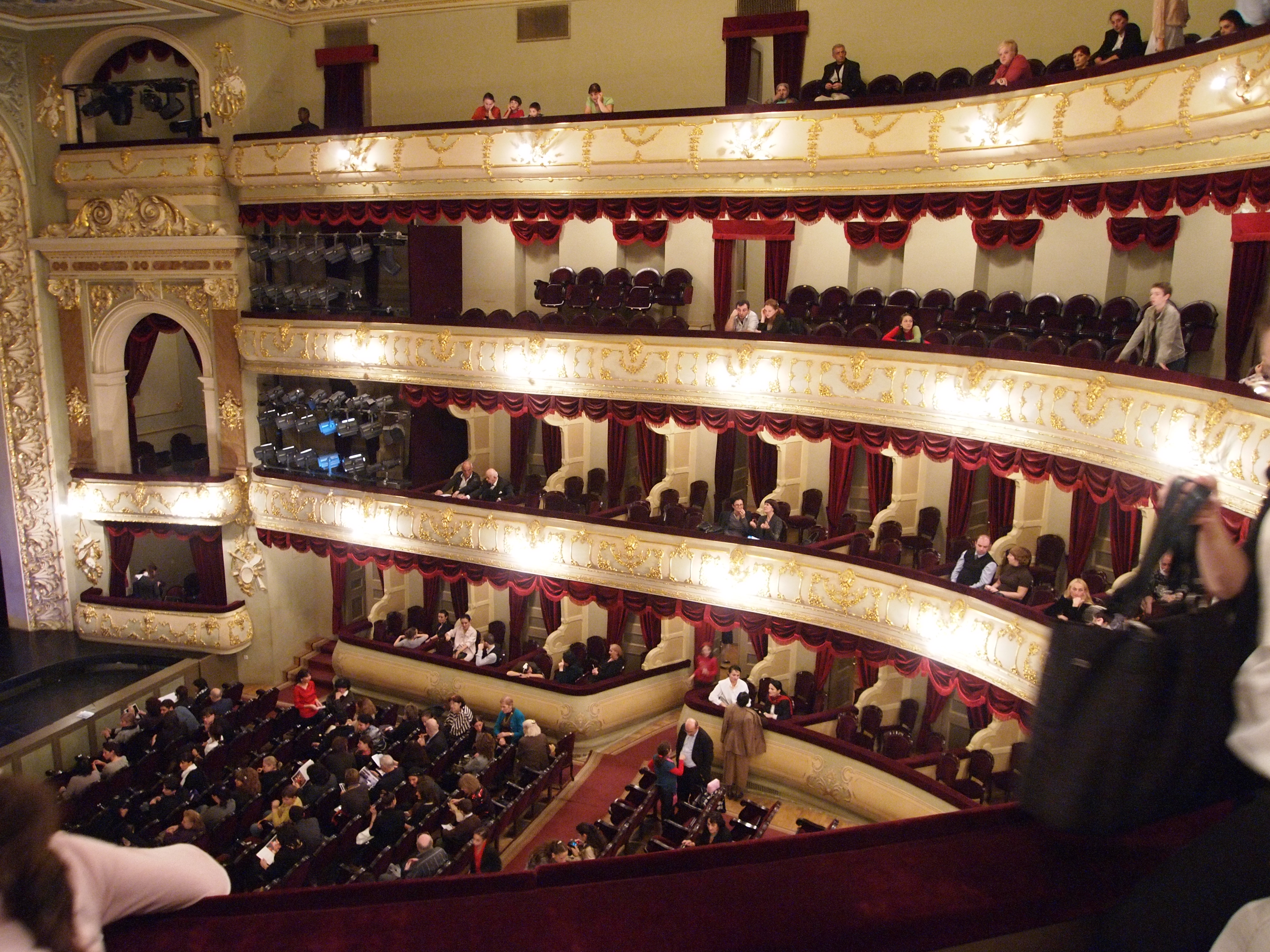
Páholyok a nagyteremben
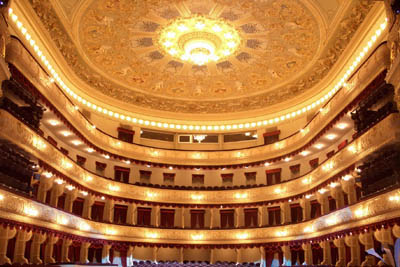
Páholyok és a mennyezet

## Fordítás
- Ez a szócikk részben vagy egészben  a   Rustaweli-Theater című német Wikipédia-szócikk ezen változatának fordításán alapul.  Az eredeti cikk szerkesztőit annak laptörténete sorolja fel. Ez a jelzés csupán a megfogalmazás eredetét és a szerzői jogokat jelzi, nem szolgál a cikkben szereplő információk forrásmegjelöléseként.